# The Oklahoma Woman
The Oklahoma Woman is een Amerikaanse western uit 1956 onder regie van Roger Corman.

## Verhaal
Steve Ward is vrijgekomen uit de gevangenis en hij komt zijn erfenis opeisen. In de stad vinden op dat ogenblik bikkelharde verkiezingen plaats, die worden geleid door Marie Saunders. Steve kiest de kant van oppositiekandidaat Ed Grant en diens bevallige dochter Susan.

## Rolverdeling
| Acteur          | Personage        |
| --------------- | ---------------- |
| Richard Denning | Steve Ward       |
| Peggie Castle   | Marie Saunders   |
| Cathy Downs     | Susan Grant      |
| Mike Connors    | Tom Blake        |
| Martin Kingsley | Bill Peters      |
| Tudor Owen      | Ed Grant         |
| Jonathan Haze   | Blackie Thompson |
| Tom Dillon      | Jimmy Marsh      |
| Edmund Cobb     | Sam              |
| Dick Miller     | Barman           |
| Bruno VeSota    | Stacey           |
| Joe Brown       | Dick Martin      |
| Aaron Saxon     | Klerk            |